# Huỳnh Quốc Anh
Huỳnh Quốc Anh (sinh ngày 10 tháng 5 năm 1985) là một cựu cầu thủ bóng đá người Việt Nam từng thi đấu ở vị trí tiền vệ cho câu lạc bộ SHB Đà Nẵng và đội tuyển bóng đá quốc gia Việt Nam. Được xem là một cầu thủ triển vọng của bóng đá Việt Nam, nhưng Quốc Anh đã từng phải nhận án cấm thi đấu ba năm vì có liên quan đến một vụ dàn xếp tỷ số khi cùng đội tuyển U-23 Việt Nam tham dự SEA Games 2005 tại Philippines. Sau khi kết thúc án treo giò, anh quay trở lại và cùng SHB Đà Nẵng giành hai chức vô địch V-League vào các năm 2009 và 2012, cùng với một chức vô địch Cúp Quốc gia vào năm 2009. Anh là chủ nhân của danh hiệu Quả bóng vàng Việt Nam vào năm 2012.
Hiện nay, Quốc Anh đang là huấn luyện viên trưởng của câu lạc bộ hạng Nhất Trường Tươi Bình Phước.

## Sự nghiệp câu lạc bộ

### 1985–2004: Sự nghiệp ban đầu
Huỳnh Quốc Anh sinh ngày 10 tháng 5 năm 1985 tại thị trấn Trà My, huyện Bắc Trà My, tỉnh Quảng Nam trong một gia đình có hai chị em. Cha của anh từng là công nhân lái xe cho một xí nghiệp ở địa phương, trong khi mẹ anh là một giáo viên tiểu học. Năm lên lớp 8, anh giấu gia đình đăng ký dự thi vào lớp năng khiếu của Đoàn bóng đá Quảng Nam và được nhận không lâu sau đó. Bất chấp sự phản đối ban đầu khi phải di chuyển việc học xuống Tam Kỳ, gia đình đã đồng ý cho anh theo học bóng đá với điều kiện phải trở về nhà sau một năm. Tuy vậy, nhờ tố chất kỹ thuật khá tốt và thái độ luyện tập chăm chỉ, anh nhanh chóng tiến bộ và trở nên nổi bật trong đội năng khiếu.
Năm 2001, Quốc Anh khi đó mới 16 tuổi đã được huấn luyện viên Bùi Thông Tuân điền tên vào đội một của đội bóng Quảng Nam thi đấu tại giải hạng Nhì Quốc gia, và chỉ sau một năm đã giành được một vị trí trong đội hình chính thức. Sau đó, anh được đưa về đội U-21 Đà Nẵng và trở thành trụ cột trong chức vô địch giải U-21 Quốc gia lần đầu tiên của đội bóng vào năm 2003. Cũng nhờ danh hiệu này, Quốc Anh đã được đôn lên đội một của câu lạc bộ Đà Nẵng tham dự giải Vô địch Quốc gia mùa bóng kế tiếp.

### 2005–2008: Đại án Bacolod và trở lại cùng SHB Đà Nẵng
Năm 2005, Quốc Anh bị phát hiện tham gia vào đường dây dàn xếp tỷ số khi đang cùng với đội tuyển U-23 Việt Nam tham dự Đại hội Thể thao Đông Nam Á diễn ra ở Philippines, khiến cho tất cả mọi người bị sốc bởi anh vốn đã được chuẩn bị cho một kế hoạch trọng thưởng sau màn trình diễn nổi bật tại giải đấu. Anh bị kết án 2 năm 6 tháng tù treo và 3 năm thử thách vì tội tổ chức đánh bạc trong phiên tòa xét xử sơ thẩm của Tòa án nhân dân Thành phố Hồ Chí Minh vào ngày 25 tháng 1 năm 2007, đồng thời còn phài chịu án cấm thi đấu ba năm từ Liên đoàn bóng đá Việt Nam. Trong thời gian thi hành án, anh vẫn được câu lạc bộ SHB Đà Nẵng tạo điều kiện nâng đỡ bằng việc cho phép anh tập luyện cùng với toàn đội, cũng như được chi trả 50% lương hàng tháng để trang trải cuộc sống. Bên cạnh đó, anh còn tranh thủ thời gian để theo học lớp Lập trình viên của Trung tâm Công nghệ phầm mềm Thành phố Đà Nẵng, với ý định sẽ kiếm một công việc khác phòng trường hợp không thể quay lại với bóng đá.
Sau khi được xóa án treo giò vào năm 2008, anh cùng hai người đồng đội khác là Châu Lê Phước Vĩnh và Trần Hải Lâm được huấn luyện viên Lê Huỳnh Đức điền tên trở lại vào danh sách thi đấu của đội cho giai đoạn lượt về V-League mùa giải 2008. Anh ra sân trong trận đấu đầu tiên kể từ sau "Đại án Bacolod" khi đội nhà để thua đậm Hải Phòng 0–4 ở vòng 14, và ghi bàn thắng đầu tiên trong chiến thắng 4–0 trước Hoàng Anh Gia Lai ở vòng 19. Quốc Anh kết thúc mùa giải với 3 bàn thắng để giúp SHB Đà Nẵng cán đích ở vị trí thứ tư chung cuộc.

### 2009–2013: Danh hiệu vô địch và Quả bóng vàng Việt Nam
Đầu mùa giải 2009, Quốc Anh không được ra sân thường xuyên khi mắc phải những chấn thương liên tục. Tuy nhiên, mùa giải này đã đánh dấu sự thay đổi mạnh mẽ của Huỳnh Quốc Anh khi anh trở thành nhân tố quan trọng trong chiến tích giành cú đúp danh hiệu V-League và Cúp Quốc gia của câu lạc bộ SHB Đà Nẵng, qua đó chấm dứt cơn khát danh hiệu gần 20 năm của đội nhà. Mặc dù vậy, anh không được lựa chọn vào đội tuyển Việt Nam chuẩn bị cho AFF Cup năm 2010, thậm chí còn dính một chấn thương gối rất nặng ngay mùa giải năm đó.
Sang mùa giải 2012, Quốc Anh thi đấu bùng nổ với 7 bàn thắng và một lần nữa cùng đội bóng chủ quản lên ngôi vô địch quốc gia, trong đó có một cú đúp vào lưới Xi măng The Vissai Ninh Bình trong chiến thắng 3–1 ở vòng đấu cuối cùng để giúp SHB Đà Nẵng đăng quang với cách biệt chỉ 1 điểm so với đội á quân Sài Gòn Xuân Thành. Nhờ những nỗ lực cống hiến của anh trong cả màu áo câu lạc bộ lẫn đội tuyển quốc gia mùa giải năm đó, Quốc Anh đã vinh dự giành được giải thưởng Quả bóng vàng Việt Nam trong lễ trao giải vào ngày 7 tháng 5 năm 2013; và anh cũng được xem là cầu thủ thành công nhất trong số nhóm tuyển thủ U-23 Việt Nam từng vướng vào Đại án Bacolod năm 2005.

### Những năm cuối sự nghiệp
Năm 2014, do gánh nặng tuổi tác và chấn thương, Quốc Anh không còn được huấn luyện viên Lê Huỳnh Đức trọng dụng thường xuyên. Tại mùa giải cuối cùng trong sự nghiệp (2016), anh chỉ có vỏn vẹn 4 lần ra sân tại V.League và giã từ sự nghiệp trong âm thầm.

## Sự nghiệp quốc tế
Huỳnh Quốc Anh lần đầu tiên được triệu tập lên đội tuyển quốc gia Việt Nam vào năm 2005. Tháng 11 năm 2005, Quốc Anh cùng đội tuyển U-23 Việt Nam tham dự Đại hội Thể thao Đông Nam Á lần thứ 23 ở Philippines; đây là giải đấu mà U-23 Việt Nam đã để lại dư chấn tiêu cực với bê bối dàn xếp tỷ số trong trận gặp U-23 Myanmar ở vòng bảng, trong đó Quốc Anh bị xác định là một trong bảy cầu thủ tham gia cá độ. Sự kiện này đã gây ngỡ ngàng cho giới truyền thông và người hâm mộ, khi trước đó anh đã được đánh giá rất tốt về màn thể hiện trong giải đấu năm đó. Cũng từ sau vụ bê bối, Quốc Anh đã không có cơ hội trở lại đội tuyển quốc gia cho đến tháng 6 năm 2012, khi anh được huấn luyện viên Phan Thanh Hùng triệu tập nhằm chuẩn bị cho trận giao hữu gặp Mozambique.
Cuối năm 2012, Quốc Anh có tên trong danh sách đội tuyển Việt Nam tham dự Giải vô địch bóng đá Đông Nam Á 2012, giải đấu lớn duy nhất của anh trong màu áo đội tuyển quốc gia. Mặc dù toàn đội đã có một giải đấu thất bại khi dừng bước ngay từ vòng bảng, nhưng Quốc Anh là một trong số ít những người được nhận xét tích cực với tinh thần thi đấu cống hiến và đầy nỗ lực. Sau đó, anh tiếp tục nhận được sự tín nhiệm từ huấn luyện viên Hoàng Văn Phúc trong những trận đấu vòng loại Asian Cup 2015. Lần cuối cùng Quốc Anh được gọi vào đội tuyển là vào năm 2014, khi anh bị huấn luyện viên người Nhật Toshiya Miura loại khỏi danh sách cuối cùng tham dự Giải vô địch Đông Nam Á diễn ra vào cuối năm.

## Sự nghiệp huấn luyện
Sau khi giải nghệ, Quốc Anh chuyển sang công tác huấn luyện và bắt đầu với vai trò trợ lý huấn luyện viên ở đội U-15 SHB Đà Nẵng vào năm 2019. Một năm sau đó, anh trở thành huấn luyện viên của đội U-17 Đà Nẵng tham dự giải U-17 Quốc gia. Năm 2022, Quốc Anh rời Trung tâm đào tạo bóng đá trẻ Đà Nẵng và làm trợ lý cho huấn luyện viên Văn Sỹ Sơn ở câu lạc bộ Quảng Nam, sau đó trở lại SHB Đà Nẵng để dẫn dắt đội U-19 vào năm 2024.
Năm 2025, Quốc Anh lần đầu tiên dẫn dắt một đội bóng chuyên nghiệp khi được bổ nhiệm làm huấn luyện viên tạm quyền của câu lạc bộ hạng Nhất Trường Tươi Bình Phước, thay thế cho người tiền nhiệm Nguyễn Anh Đức phải rời ghế do những kết quả không tốt của đội gần đây. Dưới sự chỉ đạo của huấn luyện viên Quốc Anh, đội đã giành được 7 chiến thắng và 2 trận hòa trong 10 trận đấu, kết thúc mùa giải ở vị trí thứ hai trên bảng xếp hạng – thứ hạng tốt nhất trong lịch sử đội bóng. Tuy nhiên, họ đã thất bại trong trận play-off giành quyền thăng hạng V.League với câu lạc bộ SHB Đà Nẵng, bất chấp sự ủng hộ của đa số cổ động viên đội nhà trên sân Thống Nhất.

## Phong cách chơi bóng
Huấn luyện viên Nguyễn Thiên – người từng dẫn dắt Quốc Anh ở lớp năng khiếu bóng đá Quảng Nam năm 1998 cho biết, Huỳnh Quốc Anh khi mới tập luyện thi đấu thuận chân phải, nhưng một thời gian sau lại đá tốt hơn ở chân trái. Thời còn thi đấu, anh được biết đến là một trong số ít những cầu thủ Việt Nam chơi tốt cả hai chân, trong đó anh chơi tốt hơn khi thuận chân trái. Khả năng bám biên, xử lý bóng ở tốc độ cao và kỹ năng cứa bóng gây mê hoặc của anh đã từng giúp anh được nhận diện là một "phát hiện mới của bóng đá Việt Nam". Trong một số thời điểm, Quốc Anh cũng được khuyến khích dâng cao, thâm nhập vào vòng cấm như một tiền đạo ảo.

## Đời tư
Huỳnh Quốc Anh chính thức kết hôn với Đặng Thị Xuân Thư, một tiếp viên lễ tân tại Đà Nẵng vào ngày 27 tháng 12 năm 2014. Trong thời gian công tác tại Trung tâm đào tạo bóng đá trẻ Đà Nẵng, ngoài công việc chính, Quốc Anh còn làm giám đốc một trung tâm bóng đá cộng đồng mang tên mình và là chủ của quán cà phê "Không tên" ở Đà Nẵng.

## Thống kê sự nghiệp

### Câu lạc bộ
| Câu lạc bộ          | Mùa giải            | Giải đấu            | Giải đấu | Giải đấu | Cúp quốc gia | Cúp quốc gia | Châu lục | Châu lục | Khác | Khác | Tổng cộng | Tổng cộng |
| Câu lạc bộ          | Mùa giải            | Hạng                | Trận     | Bàn      | Trận         | Bàn          | Trận     | Bàn      | Trận | Bàn  | Trận      | Bàn       |
| ------------------- | ------------------- | ------------------- | -------- | -------- | ------------ | ------------ | -------- | -------- | ---- | ---- | --------- | --------- |
| SHB Đà Nẵng         | 2005                | V-League            | 17       | 3        | —            | —            | —        | —        | —    | —    | 17        | 3         |
| SHB Đà Nẵng         | 2008                | V-League            | 13       | 3        | —            | —            | —        | —        | 5    | 1    | 18        | 4         |
| SHB Đà Nẵng         | 2009                | V-League            |          | 1        |              | 2            | —        | —        | —    | —    |           | 3         |
| SHB Đà Nẵng         | 2010                | V-League            |          | 0        |              |              | 7        | 3        | 1    | 0    |           | 3         |
| SHB Đà Nẵng         | 2011                | V-League            | 17       | 1        |              |              | —        | —        |      |      | `         | 1         |
| SHB Đà Nẵng         | 2012                | V-League            | 21       | 7        |              |              | —        | —        |      |      |           | 7         |
| SHB Đà Nẵng         | 2013                | V.League 1          | 22       | 5        |              |              | 6        | 1        | 1    | 2    |           | 8         |
| SHB Đà Nẵng         | 2014                | V.League 1          | 14       | 4        |              |              | —        | —        | —    | —    |           | 4         |
| SHB Đà Nẵng         | 2015                | V.League 1          | 9        | 1        |              |              | —        | —        | —    | —    |           | 1         |
| SHB Đà Nẵng         | 2016                | V.League 1          | 4        | 0        |              |              | —        | —        | —    | —    |           | 0         |
| Tổng cộng sự nghiệp | Tổng cộng sự nghiệp | Tổng cộng sự nghiệp |          | 25       |              |              | 13       | 4        |      |      |           | 34        |

1. ↑  Ra sân tại Cúp BTV.[32]
2. ↑  Ra sân tại Cúp AFC.[33]
3. 1 2  Ra sân tại Siêu cúp Quốc gia.

### Đội tuyển quốc gia
| Năm  | Trận | Bàn |
| ---- | ---- | --- |
| 2012 | 9    | 1   |
| 2013 | 5    | 1   |
| 2014 | 1    | 1   |
| Tổng | 15   | 3   |

### Bàn thắng quốc tế
| #  | Ngày                 | Địa điểm                                                 | Đối thủ   | Bàn thắng | Kết quả | Giải đấu                 |
| -- | -------------------- | -------------------------------------------------------- | --------- | --------- | ------- | ------------------------ |
| 1. | 26 tháng 10 năm 2012 | Sân vận động Thống Nhất, Thành phố Hồ Chí Minh, Việt Nam | Lào       | 4–0       | 4–0     | Giao hữu                 |
| 2. | 6 tháng 2 năm 2013   | Sân vận động Quốc gia Mỹ Đình, Hà Nội, Việt Nam          | UAE       | 1–1       | 1–2     | Vòng loại Asian Cup 2015 |
| 3. | 5 tháng 3 năm 2014   | Sân vận động Quốc gia Mỹ Đình, Hà Nội, Việt Nam          | Hồng Kông | 1–0       | 3–1     | Vòng loại Asian Cup 2015 |

## Danh hiệu

### SHB Đà Nẵng
- V-League: 2009, 2012
- Cúp Quốc gia: 2009
- Siêu cúp Quốc gia: 2012

### Cá nhân
- Quả bóng vàng Việt Nam: 2012